# KNHB beker vrouwen 1995/96
De 3de en tevens laatste editie van de KNHB beker 1995/96 kende HGC als winnaar. In de finale die gespeeld werd in Laren versloegen de vrouwen uit Wassenaar Kampong met 1-0.

## Eerste ronde
Officiële speeldatum: 10 september 1995. In deze ronde speelden alleen de 24 clubs uit de Overgangsklasse tegen elkaar. 
| Thuis             | Uitslag | Uit          | Bijzonderheden              |
| ----------------- | ------- | ------------ | --------------------------- |
| Pinoké            | 3-1     | EHV          |                             |
| Klein Zwitserland | 1-2     | Ede          |                             |
| Oranje Zwart      | 2-2     | Hurley       | Hurley wint na strafballen  |
| Hilversum         | 1-0     | Nijmegen     |                             |
| HIC               | 2-1     | Wageningen   |                             |
| SCHC              | 1-2     | Union        |                             |
| MEP               | 0-1     | Gron.Studs   |                             |
| Breda             | 0-1     | Keep Fit     |                             |
| Forward           | 0-4     | EMHC         |                             |
| Tilburg           | 1-0     | Schaerweijde |                             |
| Warande           | 1-1     | Qui Vive     | Warande wint na strafballen |
| Victoria          | bye     | bye          |                             |

## Tweede ronde
Officiële speeldatum: 23 februari 1996. In deze ronde stroomden de hoofdklassers Bloemendaal, Groningen (9 en 10 in het vorige seizoen) en stroomden de nieuwkomers in de Hoofdklasse Alecto en Zwolle.
| Thuis      | Uitslag | Uit         | Bijzonderheden |
| ---------- | ------- | ----------- | -------------- |
| Warande    | 0-1     | Bloemendaal |                |
| Gron.Studs | 1-0     | Zwolle      |                |
| Ede        | 0-4     | Groningen   |                |
| HIC        | 0-3     | Alecto      |                |
| Keep Fit   | 0-1     | Union       |                |
| EMHC       | 0-3     | Hilversum   |                |
| Tilburg    | 3-1     | Pinoké      |                |
| Victoria   | ?-?     | Hurley      |                |

## Derde ronde
Officiële speeldatum: ?. In deze ronde stroomden de overige hoofdklassers in. 
| Thuis       | Uitslag | Uit       | Bijzonderheden              |
| ----------- | ------- | --------- | --------------------------- |
| MOP         | 0-0     | Kampong   | Kampong wint na strafballen |
| Victoria    | 0-5     | Den Bosch |                             |
| Bloemendaal | 0-1     | Amsterdam |                             |
| Gron.Studs  | 1-4     | Rotterdam |                             |
| Alecto      | 0-0     | Laren     | Alecto wint na strafballen  |
| Groningen   | 0-4     | HGC       |                             |
| Union       | 1-0     | Tilburg   |                             |
| Hilversum   | 2-3     | HDM       |                             |

## Kwartfinales
Officiële speeldatum: ?.  
| Thuis     | Uitslag | Uit       | Bijzonderheden |
| --------- | ------- | --------- | -------------- |
| Alecto    | 3-2     | Den Bosch |                |
| Union     | 0-2     | Amsterdam |                |
| Rotterdam | 0-2     | HGC       |                |
| Kampong   | 1-0     | HDM       |                |

## Halve finales
Officiële speeldatum: 19 april 1996.  
| Thuis   | Uitslag | Uit       | Bijzonderheden |
| ------- | ------- | --------- | -------------- |
| Kampong | 1-0     | Amsterdam |                |
| HGC     | 5-0     | Alecto    |                |

## Finale
30 april 1996, Laren.
| Thuis   | Uitslag | Uit | Bijzonderheden |
| ------- | ------- | --- | -------------- |
| Kampong | 0-1     | HGC |                |